# Orthotrichum fasciculatum
Orthotrichum fasciculatum là một loài Rêu trong họ Orthotrichaceae. Loài này được (Brid.) Brid. mô tả khoa học đầu tiên năm 1827.